# Onda

As ondas podem ser classificadas como um movimento harmônico simples.

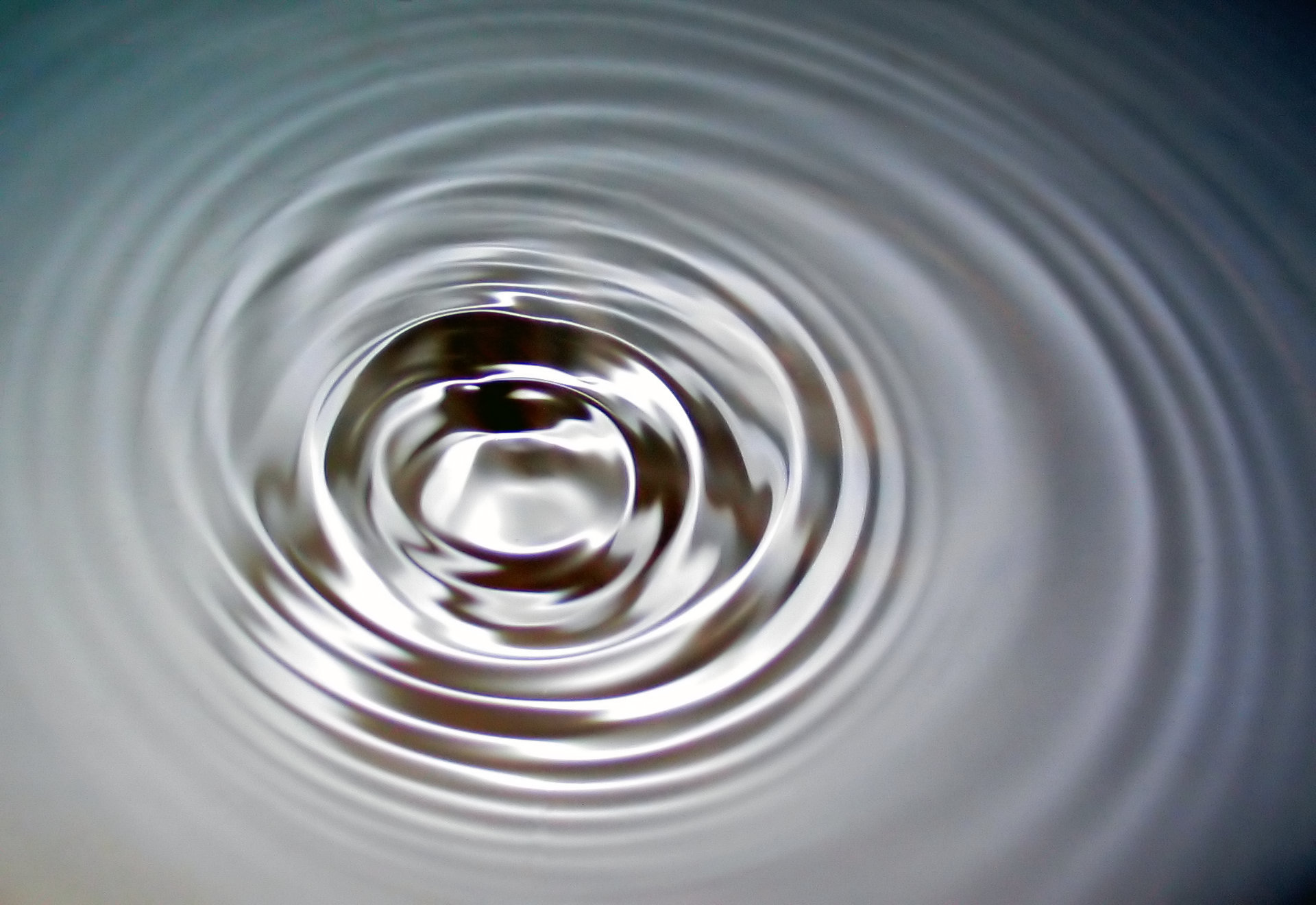
Ondas bidimensionais se propagando na superfície de um meio líquido.

Onda unidimensional.

Em física, uma onda é uma perturbação oscilante de alguma grandeza física no espaço e periódica no tempo. A oscilação espacial se caracteriza por seu comprimento de onda, enquanto que o tempo decorrido em uma oscilação completa é denominado período da onda, e é o inverso da sua frequência. O comprimento de onda e a frequência estão relacionadas pela velocidade com que a onda se propaga.
Fisicamente, uma onda é um pulso energético que se propaga através do espaço ou através de um meio (líquido, sólido ou gasoso), com velocidade definida. Segundo alguns estudiosos e até agora observado, nada impede que uma onda magnética se propague no vácuo ou através da matéria, como é o caso das ondas eletromagnéticas no vácuo ou dos neutrinos através da matéria, onde as partículas do meio oscilam à volta de um ponto médio mas não se deslocam. Exceto pela radiação eletromagnética, e provavelmente as ondas gravitacionais, que podem se propagar através do vácuo, as ondas existem em um meio cuja deformação é capaz de produzir forças de restauração através das quais elas viajam e podem transferir energia de um lugar para outro sem que qualquer das partículas do meio seja deslocada; isto é, a onda não transporta matéria. Há, entretanto, oscilações sempre associadas ao meio de propagação.

## Classificação das ondas

### Meio de propagação

#### Ondas mecânicas
São ondas que se propagam somente em meios materiais e são descritas pelas leis de Newton.
Exemplos:
- Ondas oceânicas de superfície , que são perturbações que se propagam através da água (veja também surf e tsunami);
- Som se propaga através dos gases, líquidos e sólidos, que é de uma frequência detectada pelo sistema auditivo;
- Onda sísmica presente nos terremotos, que podem ser dos tipos S, P e L.

#### Ondas eletromagnéticas
São ondas resultantes da combinação de um campo elétrico com um campo magnético. As ondas eletromagnéticas se propagam no vácuo com a mesma velocidade: c = 299 792 458 m/s. Diferem das ondas mecânicas por se propagarem sem a necessidade um meio físico intermediário.
Exemplos:
- Luz;
- Ondas de rádio;
- Raio x.

#### Ondas de matéria
Essas ondas são utilizadas em laboratório. São ondas associadas a elétrons, prótons e outras partículas elementares e mesmo a átomos e moléculas.

### Direção de vibração

#### Ondas transversais
Ondas transversais são aquelas em que a vibração é perpendicular à direção de propagação da onda; exemplos incluem ondas em uma corda e ondas eletromagnéticas.

#### Ondas longitudinais
Ondas longitudinais são aquelas em que a vibração ocorre na mesma direção do movimento; um exemplo são as ondas sonoras.

### Direção de propagação

Onda unidimensional

#### Ondas unidimensionais
São aquelas que se propagam numa só direção.
Exemplo: Ondas em cordas.

#### Ondas bidimensionais
São aquelas que se propagam num plano ou em uma superfície que possua equipotencial gravitacional, como o oceano, ou superfícies com potencial elástico.
Exemplos: Ondas na superfície de um lago , lagoa ou mar, bexigas cheias d'água e bolhas d'água em  microgravidade. 

#### Ondas tridimensionais
São aquelas que se propagam em todas as direções.
Exemplo: Ondas sonoras na atmosfera ou em metais.

## Características das ondas

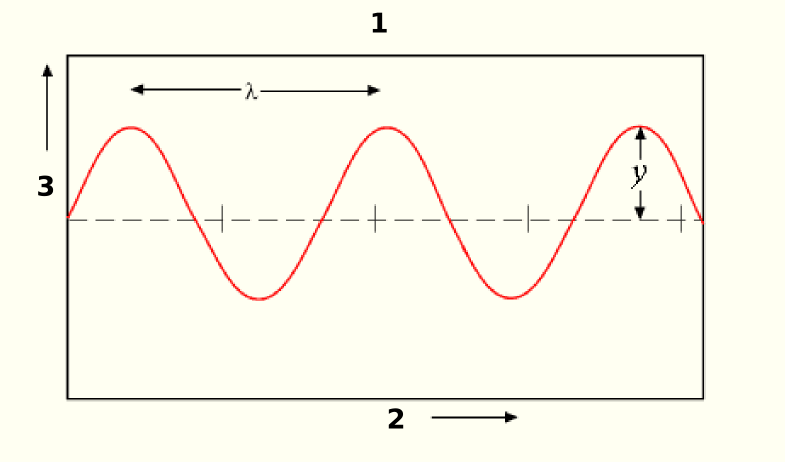
Elementos de uma onda
Distância
Deslocamento
Comprimento de onda
Amplitude

Ondas podem ser descritas usando um número de variáveis, incluindo: frequência, comprimento de onda, amplitude e período, etc.

### Comprimento de onda e número de onda
O comprimento é o tamanho de uma onda, a distância entre dois vales ou duas cristas. É representado pela letra grega lambda (λ). O número de onda (k) é dado pela seguinte relação:
{\displaystyle k={\frac {2\pi }{\lambda }}}.

### Amplitude
A amplitude de uma onda é a medida da magnitude de um distúrbio em um meio durante um ciclo de onda. Por exemplo, ondas em uma corda têm sua amplitude expressada como uma distância (metros), ondas de som como pressão (pascals) e ondas eletromagnéticas como a amplitude de um campo elétrico (volts por metro). A amplitude pode ser constante (neste caso a onda é uma onda contínua), ou pode variar com tempo e/ou posição. A forma desta variação é o envelope da onda. A amplitude é representada pela letra grega gama (γ).

### Frequência e período
O período  é o tempo(T) de um ciclo completo de uma oscilação de uma onda. A frequência (f) é período dividido por uma unidade de tempo (exemplo: um segundo), e é expressa em hertz. Veja abaixo:
{\displaystyle f={\frac {1}{T}}}.
Quando ondas são expressas matematicamente, a frequência angular (ω; radianos por segundo) é constantemente usada, relacionada com frequência f em:
{\displaystyle f={\frac {\omega }{2\pi }}}.

## Velocidade da onda
A velocidade de uma onda é descrita pela seguinte equação:
{\displaystyle v=\lambda \cdot f,}
onde {\displaystyle \lambda } é o comprimento de onda e {\displaystyle f} a frequência de onda.
Está equação também pode ser descrita em termos da frequência angular e do número de onda:
{\displaystyle v={\frac {\omega }{k}}.}
A velocidade de uma onda também está relacionada com as propriedades do meio. As propriedades de massa e elasticidade do meio determinam a velocidade com a qual a onda pode se propagar.

### Em uma corda esticada
{\displaystyle v={\sqrt {\frac {\tau }{\mu }}},}
onde {\displaystyle \tau } é a tensão na corda (N) e {\displaystyle \mu } é a densidade linear da corda.

### Velocidade do som
{\displaystyle v={\sqrt {\frac {K}{\rho }}},}
onde {\displaystyle K} é o módulo de elasticidade volumétrico e {\displaystyle \rho } é a densidade volumétrica do meio.

## Equação de Schrödinger
A equação de Schrödinger descreve o comportamento ondulatório da matéria na mecânica quântica. As soluções desta equação são funções de onda que podem ser usadas para descrever a densidade de probabilidade de uma partícula.

## Tipos de ondas

### Ondas estacionárias

Corda a vibrar na frequência fundamental e no 2º, 3º, 4º, 5º, e 6º harmónicos.

Ondas que permanecem no mesmo lugar são chamadas ondas estacionárias, como as vibrações em uma corda de violino.
Quando uma corda é deformada, a perturbação propaga-se por toda a corda, refletindo-se nas suas extremidades fixas. A interferência de duas ondas senoidais iguais que se propagam em sentidos opostos produz uma onda estacionária, ou seja, uma oscilação que aparenta não se mover através do material. Os nodos resultam da interferência (destrutiva) entre a crista e o vale de duas ondas. Nos anti-nodos, onde o deslocamento é máximo, a interferência dá-se entre duas cristas ou dois vales de onda. Cada padrão de oscilação corresponde a uma determinada frequência a que se chama um harmônico. As frequências de vibração variam com o comprimento da corda e com as suas características (material, tensão, espessura), que determinam a velocidade de propagação das ondas. À frequência mais baixa a que a corda vibra chama-se frequência fundamental.
A onda estacionária de uma corda com extremidades fixas é dada por:
{\displaystyle y(x,t)=[2\gamma \operatorname {sen}(kx)]\cos(\omega t),}
onde {\displaystyle \gamma } é a amplitude de cada onda.

### Ondas senoidais
Ondas que se movem (não-estacionárias) têm uma perturbação que varia tanto com o tempo t quanto com a distância x e pode ser expressada matematicamente como:
{\displaystyle y(x,t)=\gamma \operatorname {sen}(kx-\omega t+\phi ),}
onde {\displaystyle \gamma } é a amplitude da onda, {\displaystyle k} é o número de onda, {\displaystyle \omega } é a frequência angular e {\displaystyle \phi } é a constante de fase.

## Meios de propagação
Podemos classificar os meios onde as ondas se podem propagar das seguintes formas:
- Meios lineares: se diferentes ondas de qualquer ponto particular do meio em questão podem ser somadas;
- Meios limitados: se ele é finito em extensão, caso contrário são considerados ilimitados;
- Meios uniformes: se suas propriedades físicas não podem ser modificadas de diferentes pontos;
- Meios isotrópicos: se suas propriedades físicas são as mesmas em quaisquer direções..

## Propriedades físicas
Todas as ondas tem um comportamento comum em situações padrões. Todas as ondas tem as seguintes características :
- Reflexão - Quando uma onda volta para a direção de onde veio, devido à batida em material reflexivo.
- Refração - Há mudança da direção das ondas, devido a entrada em outro meio. A velocidade da onda varia, pelo que o comprimento de onda também varia, mas a frequência permanece sempre igual, pois é característica da fonte emissora.

Onda senoidal entrando numa região de menor velocidade, mostrando a refração.

- Difração - O espalhamento de ondas, por exemplo quando atravessam uma fenda de tamanho equivalente a seu comprimento de onda. Ondas com alto comprimento de onda são facilmente difratadas.
- Interferência - Adição ou subtração das amplitudes das ondas, depende da fase das ondas em que ocorre a superposição.
- Dispersão - a separação de uma onda em outras de diferentes frequências.
- Vibração - Algumas ondas são produzidas através da vibração de objetos, produzindo sons. Exemplo: Cordas ( violão, violino, piano, etc.) ou Tubos ( órgão, flauta, trompete, trombone, saxofone, etc.)
- Polarização - A onda pode ser polarizada pela utilização de um filtro de polarização. A polarização de uma onda transversal descreve a direção de oscilação no plano perpendicular à direção de propagação. Ondas não polarizadas podem oscilar em qualquer direção no plano perpendicular à direção de propagação. Ondas longitudinais, tais como as ondas sonoras, não apresentam polarização. Para estas ondas a direção de oscilação é ao longo da direção de propagação.[5][6]

## Energia e potência de uma onda progressiva em uma corda
Quando produzimos uma onda em uma corda esticada, fornecemos energia para que a corda se mova. À medida que a onda se propaga, essa energia é transportada como energia cinética e energia potencial elástica.
Energia cinética
Um elemento de massa dm, oscilando transversalmente em um movimento harmônico simples enquanto a onda passa por ele, possui energia cinética associada à sua velocidade transversal. Quando o elemento passa pela posição y = 0, a velocidade transversal é máxima e, consequentemente, a energia cinética também é máxima. Quando o elemento está na posição mais alta (y = ymáx), a velocidade transversal é nula e, assim, a energia cinética também se torna nula.
Energia potencial elástica
A energia potencial elástica em uma corda está associada às variações de comprimento. Uma corda inicialmente reta sendo atravessada por uma onda senoidal sofre deformações. Ao oscilar transversalmente, um elemento da corda  dx aumenta e diminui de comprimento periodicamente para assumir a forma de uma onda senoidal. Quando o elemento está na posição y = ymáx, seu comprimento é o valor de repouso dx e, portanto, a energia potencial elástica é nula. Já em y = 0, seu alongamento é máximo e, consequentemente, sua energia potencial elástica também é máxima.
Transporte de energia
Quando a onda se propaga ao longo da corda, as forças associadas à tensão da corda realizam trabalho continuamente para transferir energia das regiões com energia para as regiões sem energia. Ao produzirmos uma onda ao longo do eixo x, em uma corda esticada, fazendo-a oscilar continuamente, fornecemos energia para o movimento e alongamento da corda; quando as partes da corda se deslocam perpendicularmente ao eixo x, adquirem energia cinética e energia potencial elástica. Quando a onda passa por partes que estavam anteriormente em repouso, a energia é transferida para essas partes. Assim, dizemos que a onda transporta energia ao longo da corda.
Taxa de transmissão de energia
A taxa média com a qual a energia cinética é transportada é
{\displaystyle {\frac {dK}{dt}}=\left({\frac {1}{4}}\right)\mu \upsilon \omega ^{2}(y}máx){\displaystyle ^{2}}
A energia potencial elástica tem a taxa média de transmissão dada pela mesma equação utilizada para a taxa média de transporte da energia cinética.
A potência média, que é a taxa com a qual as duas formas de energia são transmitidas pela onda é dada por

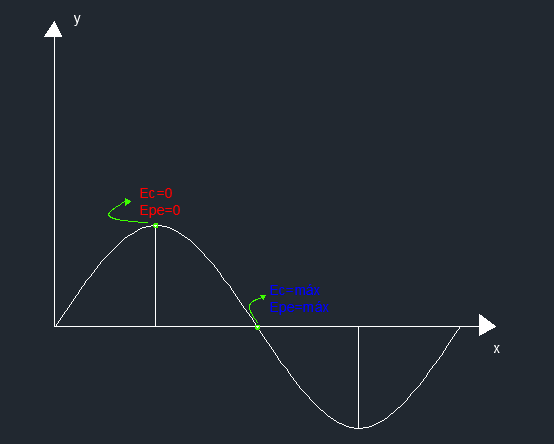

{\displaystyle P_{media}=2{\frac {dK}{dt}}}